# آکازا نائویاسو
آکازا نائویاسو (به ژاپنی: 赤座 直保 Akaza Naoyasu) (مرگ ۱۶۰۶) یک دایمیو در دوره سنگوکو و اوایل دوره ادو بود. او به خاندان تویوتومی خدمت می‌کرد.